# 신안군립도서관
신안군립도서관은 전라남도 신안군 압해읍에 있는 도서관이다.

## 연혁
- 1995.1.5	신안군립도서관 착공
- 1995.11.13	신안군립도서관 시설조례 제정
- 1996.2.2	신안군립도서관 준공
- 1996.7.5	군립도서관 개관(6급 관장)
- 2000.8.1	이동도서관 운영
- 2007.1.25	군립도서관 관리운영조례 제정
- 2007.10.28	작은도서관 1호관 개관
- 2008.6.30	움직이는 작은도서관 운영(29개관)
- 2009.07.27	지도 작은도서관 2호관 개관
- 2009.11.13	도초 작은도서관 3호관 개관
- 2013.05.03	하의 작은도서관 4호관 개관
- 2013.07.05	장산 작은도서관 5호관 개관
- 2015.03.10	임자 작은도서관 6호관 개관

## 시설 현황
- 2층: 관장실, 휴게실, 남녀 열람실
- 1층: 종합자료실, 아동자료실, 사무실, 수서실

## 이용 안내
이용 시간
- 일반 열람실: 평일 09:00~22:00, 주말 09:00~18:00
- 종합자료실, 아동자료실: 매일 09:00~18:00

휴관일
- 법정 공휴일
- 매주 월요일
- 기타 도서관 업무상 필요로 도서관장이 지정한 날